# Federația Română de Modelism
Federația Română de Modelism (FRMd) este o structură sportivă de interes național, ce are ca scop organizarea, coordonarea și controlul tuturor activităților sportive de modelism și anume aeromodelismul, navomodelismul, automodelismul și rachetomodelismul.

## Ramuri
Federația Română de Modelism are o structură conformă cu ramurile sportive de modelism subordonate:
- aeromodelism
- navomodelism
- automodelism
- rachetomodelism

## Vezi și
- Sportul în România
- Aeroclubul României

## Legături externe
- https://frmd.ro/